# オドオド×ハラハラ
『オドオド×ハラハラ』は、フジテレビ系列にて2023年10月19日から2024年9月19日まで放送されていたバラエティ番組。オードリーとハライチの冠番組。

## 概要
『チャレンジトークバラエティ』の副題のもと、オードリーとハライチがゲストと共に、トーク番組の可能性をあれこれと試していく内容。
プロデューサーの佐久間宣行は、フジテレビ系のゴールデン・プライム帯の番組演出を務めるのは初となった。番組始動の発端として、佐久間がフジテレビから「何か番組をやりませんか？」と言われた際に「じゃあオードリーとハライチでやらせてください」と提案し実現した形。
2023年6月10日に土曜プレミアムで放送された単発特番が、X（旧Twitter）のトレンド日本1位、C層のコア視聴率同時間帯トップを獲得を獲得するなど好評を博した。これを受け、2023年の秋改編で、木曜20:00～21:00枠でレギュラー化された（それまで木曜20時枠だった『奇跡体験!アンビリバボー』は水曜20時枠に移動）。
2組が共演するレギュラー番組は『キャンパスナイトフジ』（同局）以来13年ぶりとなり、MC及び冠番組としては初のタッグとなった。当番組のレギュラー化に伴い、若林がMCを務めていた火曜20時台の『潜在能力テスト』、澤部がMCを務めていた金曜20時台の『爆買い☆スター恩返し』が同年9月をもって終了した。
2024年4月からは新番組『街グルメをマジ探索!かまいまち』の開始に伴い、放送時間を1時間繰り下げ、木曜21:00 - 21:54枠での放送となった。同時に番組内容のリニューアルを図り、オードリーとハライチがゲストと共に、芸能人や著名人の自宅に訪問していく「芸能人自宅横断ウルトラクイズ」が中心となった。
しかし、20時枠時代・21時枠時代共に視聴率は低迷し、9月19日をもってわずか1年の放送に幕を閉じた。最終回では番組の終了に一切触れられなかった。
後番組は東野幸治と渡辺翔太（Snow Man）がMCを務める『この世界は1ダフル』。

## 出演者

### MC
基本的には澤部が進行を担当するが、一部の企画では他のメンバーが進行を担当する場合がある。
- オードリー（若林正恭・春日俊彰）
- ハライチ（岩井勇気・澤部佑）

## 放送リスト

### 単発特番
| 回 | 放送日時                         | 放送内容                                           | ゲスト                          | 出典  |
| -- | -------------------------------- | -------------------------------------------------- | ------------------------------- | ----- |
| SP | 2023年6月10日 土曜 21:00 - 23:10 | 大御所だって叱られたい！クイズ！大御所コラコラ     | 葉加瀬太郎                      | [ 6 ] |
| SP | 2023年6月10日 土曜 21:00 - 23:10 | ニュアンスだけで頼みたい！ふわふわ料理店           | 松たか子 笠原将弘               | [ 6 ] |
| SP | 2023年6月10日 土曜 21:00 - 23:10 | 一番慕われないのは誰だ！しょぼしょぼ先輩No.1決定戦 | ビビる大木 ジェシー（SixTONES） | [ 6 ] |

### 木曜20時台
| 回 | 放送日   | 放送内容                                    | ゲスト | 備考                                   | 出典   |
| -- | -------- | ------------------------------------------- | --- | -------------------------------------- | ------ |
| 1  | 10月19日 | 芸能人言わない一言GP                        | 飯尾和樹（ずん） 平子祐希（アルコ&ピース） サーヤ（ラランド） やす子 DJ KOO、SAM（TRF） ゆうちゃみ                                                                           | 初回2時間SP（19:00 - 21:00）           | [ 7 ]  |
| 1  | 10月19日 | ニュアンスだけで頼みたい！ふわふわ料理店    | 向井理 上白石萌歌 笠原将弘 | 初回2時間SP（19:00 - 21:00）           | [ 7 ]  |
| 1  | 10月19日 | アドリブでストーリーを作ろう あいうえお芝居 | 飯尾和樹（ずん） 平子祐希（アルコ&ピース） 松尾諭 | 初回2時間SP（19:00 - 21:00）           | [ 7 ]  |
| 2  | 11月2日  | 芸能人言わない一言GP                        | 飯尾和樹（ずん） 平子祐希（アルコ&ピース） 神木隆之介 加納（Aマッソ） サーヤ（ラランド）                                                                                     |                                        | [ 8 ]  |
| 2  | 11月2日  | ニュアンスだけで頼みたい！ふわふわ料理店    | 石塚英彦 ギャル曽根 笠原将弘 |                                        | [ 8 ]  |
| 3  | 11月9日  | クイズ！チョメチョメ歌謡祭                  | 井上咲楽 |                                        | [ 9 ]  |
| 3  | 11月9日  | クイズ！スターコラコラ                      | 石原良純 |                                        | [ 9 ]  |
| 4  | 11月16日 | ニュアンスだけで頼みたい！ふわふわ料理店    | 滝沢カレン フワちゃん 桝谷周一郎 |                                        | [ 10 ] |
| 5  | 11月23日 | 芸能人言わない一言GP                        | 相葉雅紀 秋山竜次（ロバート） もう中学生 すがちゃん最高No.1（ぱーてぃーちゃん）                                                                                              | 『木7◎×部』との合体2時間SPとして放送。 | [ 11 ] |
| 5  | 11月23日 | ニュアンスだけで頼みたい！ふわふわ料理店    | 梅沢富美男 花澤香菜 桝谷周一郎 | 『木7◎×部』との合体2時間SPとして放送。 | [ 11 ] |
| 6  | 11月30日 | クイズ！スターコラコラ                      | 勝俣州和 |                                        | [ 12 ] |
| 6  | 11月30日 | アドリブでストーリーを作ろう あいうえお芝居 | 千葉雄大 秋山竜次（ロバート） |                                        | [ 12 ] |
| 7  | 12月14日 | 芸能人言わない一言GP大賞2023                | オダギリジョー SAM、DJ KOO（TRF） ガチャピン&ムック Mr.マリック 村重杏奈 秋山竜次（ロバート） もう中学生 橋本直（銀シャリ） 小宮浩信（三四郎） 富田鈴花（日向坂46） 渋谷凪咲 | 『芸能人言わない一言GP』の特別版。     | [ 13 ] |

| 回 | 放送日時 | 放送内容                                                 | ゲスト |
| -- | -------- | -------------------------------------------------------- | --- |
| 8  | 1月25日  | ニュアンスだけで頼みたい！ふわふわ料理店                 | 北山宏光 三宅健 笠原将弘 |
| 9  | 2月1日   | クイズ！スターコラコラ                                   | 原田龍二 武井壮 |
| 10 | 2月8日   | おじさんを見抜け展覧会                                   | 井森美幸 ともしげ（モグライダー） ナダル（コロコロチキチキペッパーズ） 佐々木久美（日向坂46）                                                                      |
| 10 | 2月8日   | ニュアンスだけで頼みたい！ふわふわ料理店                 | 山田涼介（Hey! Say! JUMP） 笠原将弘 |
| 11 | 2月15日  | ギャルのヒントで正解しろ！バック・トゥ・ザ・ギャルギャル | 長谷川忍（シソンヌ） 中村りおん 今井アンジェリカ 信子（ぱーてぃーちゃん） ゆうちゃみ 荒川（エルフ）                                                                |
| 11 | 2月15日  | 芸能人言わない一言GP                                     | 森田哲矢（さらば青春の光） 野田クリスタル（マヂカルラブリー） 芝大輔（モグライダー） 斎藤工 峯岸みなみ 大家志津香 なえなの                                         |
| 12 | 2月22日  | オドハラチャレンジ なりきりママクイズ                    | ビビる大木 坂下千里子 高橋真麻 くわばたりえ（クワバタオハラ） |
| 12 | 2月22日  | 芸能人言わない一言GP                                     | 森田哲矢（さらば青春の光） 野田クリスタル（マヂカルラブリー） 芝大輔（モグライダー） 北斗晶 佐々木健介 ノッチ（デンジャラス） 佐藤友美 SAM、DJ KOO（TRF） なえなの |
| 13 | 2月29日  | ドケチ春日vs高くても納得グルメ                           | 天野ひろゆき（キャイ〜ン） 小倉優子 鈴木もぐら（空気階段） |
| 13 | 2月29日  | ニュアンスだけで頼みたい！ふわふわ料理店                 | 山口もえ 横澤夏子 笠原将弘 |
| 14 | 3月7日   | オドハラチャレンジ なりきりママクイズ                    | 菊地亜美 くわばたりえ（クワバタオハラ） 吉木りさ 丸山桂里奈 みなみかわ                                                                                             |

### 木曜21時台
| 回 | 放送日時 | 「芸能人自宅横断ウルトラクイズ」訪問宅 （別企画の場合、企画名） | ゲスト                           | ゲスト                                                           | 備考                            |
| 回 | 放送日時 | 「芸能人自宅横断ウルトラクイズ」訪問宅 （別企画の場合、企画名） | 通常ゲスト                       | 企画出演者                                                       | 備考                            |
| -- | -------- | --------------------------------------------------------------- | -------------------------------- | ---------------------------------------------------------------- | ------------------------------- |
| 15 | 4月4日   | フワちゃん宅                                                    | 朝日奈央、大友花恋               | 平野レミ                                                         | 2時間スペシャル（21:00 - 22:48) |
| 15 | 4月4日   | ROLAND宅                                                        | 朝日奈央、大友花恋               | 桝谷周一郎                                                       | 2時間スペシャル（21:00 - 22:48) |
| 15 | 4月4日   | 久保田かずのぶ（とろサーモン）宅                                | 朝日奈央、大友花恋               | 桝谷周一郎                                                       | 2時間スペシャル（21:00 - 22:48) |
| 16 | 4月18日  | 井上咲楽宅                                                      | 朝日奈央                         |                                                                  |                                 |
| 16 | 4月18日  | ドケチ春日VS高くても納得グルメ                                  | とにかく明るい安村、大久保佳代子 | 神田うの                                                         |                                 |
| 17 | 4月25日  | ドベタ家の日常                                                  | 津田篤宏（ダイアン）             |                                                                  |                                 |
| 17 | 4月25日  | とにかくうまそうに食ったヤツが勝ち マジ飯選手権                 | 津田篤宏（ダイアン）             |                                                                  |                                 |
| 18 | 5月2日   | ドベタ家の日常                                                  | 斎藤司（トレンディエンジェル）   |                                                                  |                                 |
| 18 | 5月2日   | 若林の演技力向上ドキュメント 演技派俳優への道                   | 斎藤司（トレンディエンジェル）   | 永尾柚乃                                                         |                                 |
| 19 | 5月16日  | ユージ宅                                                        | 高山一実                         | 茂出木浩司                                                       |                                 |
| 20 | 5月30日  | 木下隆行(TKO)宅                                                 | ゆうちゃみ                       | みなみかわ、キンタロー。                                         |                                 |
| 21 | 6月13日  | 國分利治宅                                                      | 藤本美貴、横澤夏子               | 笠原将弘、ラブレターズ、サルゴリラ、ランジャタイ                 | 2時間スペシャル（20:00 - 21:54) |
| 21 | 6月13日  | JOY・わたなべ麻衣夫妻宅                                         | 藤本美貴、横澤夏子               | 笠原将弘                                                         | 2時間スペシャル（20:00 - 21:54) |
| 22 | 6月20日  | テスタ宅                                                        | 菊地亜美                         | リュウジ、ラブレターズ、ザ・マミィ、きつね                       |                                 |
| 23 | 7月4日   | 東儀秀樹・典親親子宅                                            | 中村仁美                         | みかん、キンタロー。                                             |                                 |
| 24 | 7月25日  | 藤村延魚・有村昆親子宅                                          | 坂下千里子                       | 笠原将弘                                                         |                                 |
| 24 | 7月25日  | クイズ！令和ギャル何て言う～？                                  | 長谷川忍（シソンヌ）             | みりちゃむ、中村りおん、今井アンジェリカ                         |                                 |
| 25 | 8月1日   | アレクサンダー・川崎希夫妻宅                                    | 横澤夏子                         | 植草美幸、テスタ                                                 |                                 |
| 26 | 8月29日  | 西村誠司宅                                                      | 村上佳菜子                       | 鬼越トマホーク、サルゴリラ、トレンディエンジェル、 竹村竜二      |                                 |
| 27 | 9月12日  | 支持率を上げろ!極論演説王!!                                     | 三谷幸喜、宮澤エマ、河合郁人     | 井口浩之（ウエストランド）、小籔千豊、ニューヨーク               |                                 |
| 28 | 9月19日  | 支持率を上げろ!極論演説王!!                                     | 三谷幸喜、宮澤エマ、齊藤京子     | 平子祐希（アルコ＆ピース）、山添寛（相席スタート）、ニューヨーク |                                 |

## ネット局

### 単発特番（ネット局）
| 放送対象地域   | 放送局                    | 系列                                         | 放送時間           | ネット状況 |
| -------------- | ------------------------- | -------------------------------------------- | ------------------ | ---------- |
| 関東広域圏     | フジテレビ（CX）          | フジテレビ系列                               | 土曜 21:00 - 23:10 | 制作局     |
| 北海道         | 北海道文化放送（uhb）     | フジテレビ系列                               | 土曜 21:00 - 23:10 | 同時ネット |
| 岩手県         | 岩手めんこいテレビ（mit） | フジテレビ系列                               | 土曜 21:00 - 23:10 | 同時ネット |
| 宮城県         | 仙台放送（OX）            | フジテレビ系列                               | 土曜 21:00 - 23:10 | 同時ネット |
| 秋田県         | 秋田テレビ（AKT）         | フジテレビ系列                               | 土曜 21:00 - 23:10 | 同時ネット |
| 山形県         | さくらんぼテレビ（SAY）   | フジテレビ系列                               | 土曜 21:00 - 23:10 | 同時ネット |
| 福島県         | 福島テレビ（FTV）         | フジテレビ系列                               | 土曜 21:00 - 23:10 | 同時ネット |
| 新潟県         | NST新潟総合テレビ（NST）  | フジテレビ系列                               | 土曜 21:00 - 23:10 | 同時ネット |
| 長野県         | 長野放送（NBS）           | フジテレビ系列                               | 土曜 21:00 - 23:10 | 同時ネット |
| 静岡県         | テレビ静岡（SUT）         | フジテレビ系列                               | 土曜 21:00 - 23:10 | 同時ネット |
| 富山県         | 富山テレビ（BBT）         | フジテレビ系列                               | 土曜 21:00 - 23:10 | 同時ネット |
| 石川県         | 石川テレビ（ITC）         | フジテレビ系列                               | 土曜 21:00 - 23:10 | 同時ネット |
| 福井県         | 福井テレビ（FTB）         | フジテレビ系列                               | 土曜 21:00 - 23:10 | 同時ネット |
| 中京広域圏     | 東海テレビ（THK）         | フジテレビ系列                               | 土曜 21:00 - 23:10 | 同時ネット |
| 近畿広域圏     | 関西テレビ（KTV）         | フジテレビ系列                               | 土曜 21:00 - 23:10 | 同時ネット |
| 島根県・鳥取県 | さんいん中央テレビ（TSK） | フジテレビ系列                               | 土曜 21:00 - 23:10 | 同時ネット |
| 岡山県・香川県 | 岡山放送（OHK）           | フジテレビ系列                               | 土曜 21:00 - 23:10 | 同時ネット |
| 広島県         | テレビ新広島（tss）       | フジテレビ系列                               | 土曜 21:00 - 23:10 | 同時ネット |
| 愛媛県         | テレビ愛媛（EBC）         | フジテレビ系列                               | 土曜 21:00 - 23:10 | 同時ネット |
| 高知県         | 高知さんさんテレビ（KSS） | フジテレビ系列                               | 土曜 21:00 - 23:10 | 同時ネット |
| 福岡県         | テレビ西日本（TNC）       | フジテレビ系列                               | 土曜 21:00 - 23:10 | 同時ネット |
| 佐賀県         | サガテレビ（STS）         | フジテレビ系列                               | 土曜 21:00 - 23:10 | 同時ネット |
| 長崎県         | テレビ長崎（KTN）         | フジテレビ系列                               | 土曜 21:00 - 23:10 | 同時ネット |
| 熊本県         | テレビくまもと（TKU）     | フジテレビ系列                               | 土曜 21:00 - 23:10 | 同時ネット |
| 鹿児島県       | 鹿児島テレビ（KTS）       | フジテレビ系列                               | 土曜 21:00 - 23:10 | 同時ネット |
| 沖縄県         | 沖縄テレビ（OTV）         | フジテレビ系列                               | 土曜 21:00 - 23:10 | 同時ネット |
| 宮崎県         | テレビ宮崎（UMK）         | フジテレビ系列 日本テレビ系列 テレビ朝日系列 | 土曜 21:00 - 23:10 | 同時ネット |

### レギュラー放送（ネット局）
| 放送対象地域  | 放送局                    | 系列                                         | 放送時間                                | ネット状況                                    |
| ------------- | ------------------------- | -------------------------------------------- | --------------------------------------- | --------------------------------------------- |
| 関東広域圏    | フジテレビ（CX）          | フジテレビ系列                               | 木曜 20:00 - 21:00 ↓ 木曜 21:00 - 21:54 | 【制作局】                                    |
| 岩手県        | 岩手めんこいテレビ（mit） | フジテレビ系列                               | 木曜 20:00 - 21:00 ↓ 木曜 21:00 - 21:54 | 同時フルネット                                |
| 秋田県        | 秋田テレビ（AKT）         | フジテレビ系列                               | 木曜 20:00 - 21:00 ↓ 木曜 21:00 - 21:54 | 同時フルネット                                |
| 鳥取県 島根県 | さんいん中央テレビ（TSK） | フジテレビ系列                               | 木曜 20:00 - 21:00 ↓ 木曜 21:00 - 21:54 | 同時フルネット                                |
| 岡山県 香川県 | 岡山放送（OHK）           | フジテレビ系列                               | 木曜 20:00 - 21:00 ↓ 木曜 21:00 - 21:54 | 同時フルネット                                |
| 佐賀県        | サガテレビ（STS）         | フジテレビ系列                               | 木曜 20:00 - 21:00 ↓ 木曜 21:00 - 21:54 | 同時フルネット                                |
| 鹿児島県      | 鹿児島テレビ（KTS）       | フジテレビ系列                               | 木曜 20:00 - 21:00 ↓ 木曜 21:00 - 21:54 | 同時フルネット                                |
| 大分県        | テレビ大分（TOS）         | 日本テレビ系列 フジテレビ系列                | 木曜 20:00 - 21:00 ↓ 木曜 21:00 - 21:54 | 同時フルネット                                |
| 北海道        | 北海道文化放送（uhb）     | フジテレビ系列                               | 木曜 20:00 - 20:54 ↓ 木曜 21:00 - 21:54 | 同時ネット （20:54飛び降り） ↓ 同時フルネット |
| 宮城県        | 仙台放送（OX）            | フジテレビ系列                               | 木曜 20:00 - 20:54 ↓ 木曜 21:00 - 21:54 | 同時ネット （20:54飛び降り） ↓ 同時フルネット |
| 山形県        | さくらんぼテレビ（SAY）   | フジテレビ系列                               | 木曜 20:00 - 20:54 ↓ 木曜 21:00 - 21:54 | 同時ネット （20:54飛び降り） ↓ 同時フルネット |
| 福島県        | 福島テレビ（FTV）         | フジテレビ系列                               | 木曜 20:00 - 20:54 ↓ 木曜 21:00 - 21:54 | 同時ネット （20:54飛び降り） ↓ 同時フルネット |
| 新潟県        | NST新潟総合テレビ（NST）  | フジテレビ系列                               | 木曜 20:00 - 20:54 ↓ 木曜 21:00 - 21:54 | 同時ネット （20:54飛び降り） ↓ 同時フルネット |
| 長野県        | 長野放送（NBS）           | フジテレビ系列                               | 木曜 20:00 - 20:54 ↓ 木曜 21:00 - 21:54 | 同時ネット （20:54飛び降り） ↓ 同時フルネット |
| 静岡県        | テレビ静岡（SUT）         | フジテレビ系列                               | 木曜 20:00 - 20:54 ↓ 木曜 21:00 - 21:54 | 同時ネット （20:54飛び降り） ↓ 同時フルネット |
| 富山県        | 富山テレビ（BBT）         | フジテレビ系列                               | 木曜 20:00 - 20:54 ↓ 木曜 21:00 - 21:54 | 同時ネット （20:54飛び降り） ↓ 同時フルネット |
| 石川県        | 石川テレビ（ITC）         | フジテレビ系列                               | 木曜 20:00 - 20:54 ↓ 木曜 21:00 - 21:54 | 同時ネット （20:54飛び降り） ↓ 同時フルネット |
| 福井県        | 福井テレビ（FTB）         | フジテレビ系列                               | 木曜 20:00 - 20:54 ↓ 木曜 21:00 - 21:54 | 同時ネット （20:54飛び降り） ↓ 同時フルネット |
| 中京広域圏    | 東海テレビ（THK）         | フジテレビ系列                               | 木曜 20:00 - 20:54 ↓ 木曜 21:00 - 21:54 | 同時ネット （20:54飛び降り） ↓ 同時フルネット |
| 近畿広域圏    | 関西テレビ（KTV）         | フジテレビ系列                               | 木曜 20:00 - 20:54 ↓ 木曜 21:00 - 21:54 | 同時ネット （20:54飛び降り） ↓ 同時フルネット |
| 広島県        | テレビ新広島（tss）       | フジテレビ系列                               | 木曜 20:00 - 20:54 ↓ 木曜 21:00 - 21:54 | 同時ネット （20:54飛び降り） ↓ 同時フルネット |
| 愛媛県        | テレビ愛媛（EBC）         | フジテレビ系列                               | 木曜 20:00 - 20:54 ↓ 木曜 21:00 - 21:54 | 同時ネット （20:54飛び降り） ↓ 同時フルネット |
| 高知県        | 高知さんさんテレビ（KSS） | フジテレビ系列                               | 木曜 20:00 - 20:54 ↓ 木曜 21:00 - 21:54 | 同時ネット （20:54飛び降り） ↓ 同時フルネット |
| 福岡県        | テレビ西日本（TNC）       | フジテレビ系列                               | 木曜 20:00 - 20:54 ↓ 木曜 21:00 - 21:54 | 同時ネット （20:54飛び降り） ↓ 同時フルネット |
| 長崎県        | テレビ長崎（KTN）         | フジテレビ系列                               | 木曜 20:00 - 20:54 ↓ 木曜 21:00 - 21:54 | 同時ネット （20:54飛び降り） ↓ 同時フルネット |
| 熊本県        | テレビくまもと（TKU）     | フジテレビ系列                               | 木曜 20:00 - 20:54 ↓ 木曜 21:00 - 21:54 | 同時ネット （20:54飛び降り） ↓ 同時フルネット |
| 沖縄県        | 沖縄テレビ（OTV）         | フジテレビ系列                               | 木曜 20:00 - 20:54 ↓ 木曜 21:00 - 21:54 | 同時ネット （20:54飛び降り） ↓ 同時フルネット |
| 宮崎県        | テレビ宮崎（UMK）         | フジテレビ系列 日本テレビ系列 テレビ朝日系列 | 木曜 20:00 - 20:54 ↓ 木曜 21:00 - 21:54 | 同時ネット （20:54飛び降り） ↓ 同時フルネット |

- 2024年3月までは番組末尾の20:54 - 21:00がローカルセールス枠のため、フジテレビ以外の通常時フルネット局でも臨時に末尾6分除く同時ネットとなる場合がある一方、末尾6分除く同時ネット局でも各局の編成によっては臨時フルネットで放送する場合がある。
- 2024年4月からは19:00開始または20:00開始のスペシャル放送時を除き、ローカルセールス枠は設けられず、全局フルネットで放送される。

## スタッフ
●=レギュラー版から
- ナレーション：服部潤、前田綾香（前田→●）
- 構成：相澤昇、大井洋一、飯塚大悟、上田源嗣、佐久間祥祐（上田・佐久間→●）
- TP：江藤秀一（フジテレビ、●）【週替り】
- SW：小川利行【週替り】
- CAM：小出豊、片岡昴大（片岡→●）【週替り】
- VE：久保木萌音（●）【週替り】
- AUD：近藤友里子、村本達弥(也)（共に●）【週替り】
- PA：高橋幸則【週替り】
- 照明：堀田耕二【週替り】
- TM：橋本雄司（●）【週替り】
- 美術プロデューサー：副島翔太郎（フジテレビ／フジアール）
- デザイン：鈴木賢太（フジテレビ／フジアール）
- アートコーディネーター：村瀬大（フジアール）
- 大道具：渡辺桃加（●）
- 装飾：山﨑涼佳（●）
- 電飾：鳥澤遼子（●）
- アクリル装飾：柳田純実（●）
- 布装飾：西村怜子
- 植木装飾：後藤健
- 衣裳：岡田夏海、關山裕希（共に●）【週替り】
- 持道具：塩田月亜（●）
- メイク：山田かつら
- フードコーディネーター：あまこようこ
- 編集：大北恵美、田代陸、桐生亮磨（共に●）【週替り】
- MA：堀口誠、小田嶋広貴、関川一貴（共に●）【週替り】
- 音響効果：小田切暁・山下洋樹（NAP、山下→●）
- タイトル：movs.
- イラスト：高蔵寺崇（●）、江原ノブヒロ（●）【週替り】
- TK：水越理恵
- 編成：浅野翔太郎（フジテレビ）
- 広報：山本太欧（フジテレビ）
- デスク：小早川芙美
- スタイリスト：福田幸生（●）
- 車両︰TOP INDUSTRY（●）
- 美術協力：フジアール
- 技術協力：ニユーテレス、fmt、ヌーベルアージュ、NAP株式会社、東京オフラインセンター、T・P・BRAIN、エスパシオ、SWISH JAPAN、共同テレビ（ヌーベル・NAP・東京・T・P・エスパ・SWI・共同→●）
- 協力：グレートインターナショナル（●）
- AD：田中大和、伊浪大希、井戸田絵里加、當麻敦也、大野泰樹、阿部僚介、本田義騎、藤野隼哉、杉本里穂、斉(齋)藤水貴、横井貴明、宮崎桃子、田中楓果、日吉理香、川島朋子、横瀬天夢、福田花奈、瀧田水紀、大場夏美（伊浪〜大場→●）【週替り】
- AP：本山麻美（UNITED PRODUCTIONS）【毎週】、小林未来、山崎遥加、山内学、関直輝（小林〜関→●）【週替り】
- ディレクター：大村昴平（フジテレビ）、田島優、海老澤和也（GOLDSHIP）、安部聖之（PLATFORM）、小木曽克典、石丸達也、加藤昌之（FAN・DREAM）、山本健矢、金山将世、川戸涼平、小山薫、工藤翔、加藤宏基、兼松剛、根本太郎（JUMP）、小林直機、砂川隼樹、濱田大樹（田島・石丸・安部以外→●）【週替り】
- 演出(●)︰斉藤崇（シオプロ）、内田雅行(之)、前川善郎（全力カンパニー）、青木達生、北山友亮、山下和之（JUMP）、栗原利典（斉藤→特番時・2024年2月頃-、●途中までディレクター、内田〜北山→●途中までディレクター、山下→●）【週替り】
- プロデューサー：貞本有紀（ザ・スピングラス、●、特番時はAP）【毎週】、渡邊優子、石川絵里、豊巻紘宣（JUMP）、鈴木貴也（渡邊〜鈴木→●）【週替り】
- チーフプロデューサー：赤池洋文（フジテレビ）
- プロデューサー・総合演出：佐久間宣行（●、特番時は演出・プロデュース）
- 制作協力：macaroni、JUMP、SION（共に●）【週替り】
- 制作：フジテレビ編成制作局バラエティー制作センター
- 制作著作：フジテレビ

### 過去のスタッフ
- TP：斉藤伸介（フジテレビ）
- CAM：上田軌行
- VE：山下将平
- AUD：松本良道
- 大道具：山寺宏幸
- 装飾：高祖朋代
- アクリル装飾：鈴木竜
- マルチ：大高貢
- 特殊効果：菅谷守
- 編集：野殿宗一郎
- MA：阿部雄太
- デスク：嶋村美帆
- 技術協力：Eno Studio
- 協力：aga-ri、御料理うみ
- AD：中野孔太朗、大嶋大次郎、永野司、齊藤萌香、吉田和可
- プロデューサー：碓氷容子（UNITED PRODUCTIONS）
- 制作統括：中嶋優一（フジテレビ）
- 制作協力：UNITED PRODUCTIONS